# Guy Ecker

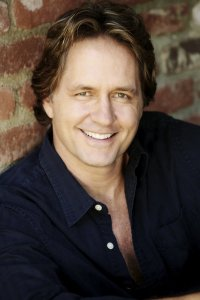
Guy Frederick Ecker

Guy Frederick Ecker (* 9. Februar 1959 in São Paulo), besser bekannt unter seinem Künstlernamen Guy Ecker, ist ein brasilianisch-amerikanischer Schauspieler, der im mexikanischen Fernsehen auftritt. Er ist bekannt für seine Rollen in Telenovelas von Televisa, meist als Protagonist, sowie in der Telenovela Salomé, die in Deutschland mehrfach auf RTL II und Passion ausgestrahlt wurde.

## Biografie
Geboren und aufgewachsen in São Paulo, Brasilien, ist er das dritte Kind des amerikanischen Ehepaars Marion und Bob Ecker; seine anderen Geschwister sind Jon, Eve, Amy und Lia. Bis zu seinem 17. Lebensjahr lebte er in Brasilien, dann beschloss er, im Ausland zu studieren, genauer gesagt in den Vereinigten Staaten. Er erwarb einen Bachelor-Abschluss in International Business an der University of Texas.
Er spricht fließend Englisch, Portugiesisch und Spanisch.

## Karriere
Er war der Pionier der ersten Webnovela Vidas Cruzadas in Zusammenarbeit mit seiner romantischen Partnerin in La Mentira, Kate del Castillo, die alle Zuschauerrekorde brach. Sie spielen nicht nur die Hauptrolle, sondern produzieren auch mit ihrer Firma Amistad Productions, bei der Carlos Sotomayor und Kate del Castillo selbst Partner sind.
Sie spielte die Hauptrolle in der Seifenoper La Mentira von Karla Àlvarez, die als ihre Partnerin in Heridas de amor zurückkehrte.

## Persönliches Leben
Im Jahr 2000 heiratete er das ehemalige mexikanische Model Estela Sainz. Das Paar hat drei Kinder: Liam, Kaela und Sofia. Guy ist der Vater des Schauspielers Jon-Michael Ecker (geboren 1983) aus einer früheren Beziehung. In diesem Moment wird Guy Ecker von Estela Sainz getrennt.

## Filmografie
- 2021: Parientes a la fuerza
- 2018: El recluso
- 2018–2020: El señor de los cielos
- 2013/14: Por siempre mi amor
- 2012/13: Rosario
- 2012: Corazón apasionado
- 2010/11: Eva Luna
- 2006: Heridas de amor
- 2003–2005: Las Vegas
- 2001/02: Salomé
- 1998: La mentira
- 1996/97: Guajira
- 1994/95Café con aroma de mujer
- 1993: La otra raya del tigre